# Benjamin Thoresen Faraas
Benjamin Thoresen Faraas (Flisa, 2005. szeptember 8. –) norvég korosztályos válogatott labdarúgó, a HamKam középpályása.

## Pályafutása
Faraas a norvégiai Flisa községben született. Az ifjúsági pályafutását a helyi Flisa csapatában kezdte, majd a HamKam akadémiájánál folytatta.
2022-ben mutatkozott be a HamKam első osztályban szereplő felnőtt keretében. Először a 2022. április 18-ai, Sandefjord ellen 3–0-ra megnyert mérkőzés 89. percében, Jonas Enkerud cseréjeként lépett pályára. Első gólját 2022. augusztus 14-én, a Vålerenga ellen hazai pályán 1–1-es döntetlennel zárult találkozón szerezte meg.

## Statisztikák
2023. április 16. szerint
| Klub     | Szezon   | Osztály     | Bajnokság | Bajnokság | Kupa  | Kupa | Nemzetközi | Nemzetközi | Összesen | Összesen |
| Klub     | Szezon   | Osztály     | Meccs     | Gól       | Meccs | Gól  | Meccs      | Gól        | Meccs    | Gól      |
| -------- | -------- | ----------- | --------- | --------- | ----- | ---- | ---------- | ---------- | -------- | -------- |
| HamKam   | 2022     | Eliteserien | 10        | 1         | 2     | 2    | —          | —          | 12       | 3        |
| HamKam   | 2023     | Eliteserien | 1         | 1         | 0     | 0    | —          | —          | 1        | 1        |
| Összesen | Összesen | Összesen    | 11        | 2         | 2     | 2    | 0          | 0          | 13       | 4        |